# August Jerndorff
August Andreas Jerndorff, född den 25 januari 1846 i Oldenburg, död den 28 juli 1906 i Köpenhamn, var en dansk målare, son till Just Ulrik Jerndorff och kusin till Peter Jerndorff.
Jerndorff studerade vid konstakademien i Köpenhamn från 1863. Han utställde landskap, porträtt och bibliska ämnen, vistades länge utomlands som akademiens resestipendiat och blev professor i Köpenhamn 1891. Hans område sträckte sig från altartavlor och den monumentala kompositionen Apollon som drakens baneman i universitetets förhall - där han också restaurerade Constantin Hansens illa medfarna fresker - till porträttet, landskap, illustration och dekorativ konst. 
Bland Jerndorffs porträtt kan nämnas bilder som general Bülow till häst och överste Lunding (båda i Frederiksborgsgalleriet), organisten Mathison-Hansen med flera. (i Konstmuseet). I Hirschsprungska samlingen representeras han av En ung kvinna, halvt draperad (Rom, 1878) samt av flera landskap och av sagokompositioner i pennteckning. I hans stämningsfulla landskap och fantastiska små kompositioner kommer hans lynne och hans ornamentala förmåga bäst till sin rätt - exempelvis i teckningarna till Troldtøj, till Fru Ingelil og hendes døtre, till Svend Grundtvigs Folkeæventyr. Han komponerade även bokband och annat på dekorativa områden.

## Utmärkelser
- Thorvaldsenmedaljen,  1884[6]
- Riddare av Dannebrogorden,  1897[4]

[Redigera Wikidata]